# Frank Zielecke
Franklin „Frank“ Zielecke (* 12. Juni 1946) ist ein ehemaliger deutscher Gewichtheber.

## Werdegang
Frank Zielecke stammt aus Magdeburg und begann dort 1960 mit dem Gewichtheben. Nach ersten Erfolgen im Jugend- und Juniorenbereich wurde er zum TSC Berlin delegiert und unterzog sich dort einem intensiven Training. Sein Trainer war Dieter Annas. 1968 wurde er in Länderkämpfen der DDR erstmals international eingesetzt. Im gleichen Jahr errang er auch mit dem 3. Platz bei den DDR-Meisterschaften im Mittelgewicht seinen ersten Podiumsplatz bei den Senioren. 1972 qualifizierte er sich für die Teilnahme an den Olympischen Spielen in München und belegte dort einen hervorragenden 5. Platz im Mittelgewicht (damals bis 75 kg Körpergewicht). 1973 wurde er Vizeweltmeister im Leichtschwergewicht im Mehrkampf und Weltmeister im Stoßen bei den Weltmeisterschaften in Havanna. Frank Zielecke war bis 1976 aktiv.
Der gelernte Bauschlosser bildete sich zum Lehrer weiter.

## Internationale Erfolge/Mehrkampf
(OS = Olympische Spiele, WM = Weltmeisterschaft, EM = Europameisterschaft, Mi = Mittelgewicht, Ls = Leichtschwergewicht, Wettbewerbe bis 1972 im olympischen Dreikampf, bestehend aus Drücken, Reißen und Stoßen, ab 1973 im Zweikampf, bestehend aus Reißen u Stoßen)
- 1970, 4. Platz, Baltic Cup, Mi, mit 422,5 kg, hinter Leif Jensen, Norwegen, 440 kg, Smirnow, UdSSR, 430 kg und Kurko, Finnland, 427,5 kg;
- 1972, 1. Platz, Großer Preis von Berlin, Mi, mit 435 kg, vor Peter Wenzel, DDR, 422,5 kg und Faber, DDR, 400 kg;
- 1972, 4. Platz, EM in Constanța, Mi, mit 457,5 kg, hinter Jordan Bikow, Bulgarien, 477,5 kg, Wiktor Kurenzow, UdSSR, 477,5 kg und Anselmo Silvino, Italien, 460 kg;
- 1972, 5. Platz, OS in München, Mi, mit 460 kg, hinter Bikow, 480 kg, Mohamed Tarabulsi, Libanon, 472,5 kg, Silvino, 470 kg und Ondrej Hekel, CSSR, 462,5 kg;
- 1973, 4. Platz, Großer Preis der UdSSR in Taschkent, Ls, mit 322,5 kg, hinter Wladimir Ryschenkow, UdSSR, 350 kg, Kamenopolski, Bulgarien, 347,5 kg und Awishen, Polen, 325 kg;
- 1973, 2. Platz, Baltic Cup in Schwedt, Ls, mit 325 kg, hinter Gennadi Iwantschenko, UdSSR, 327,5 kg und vor Wolfgang Kneißl, BRD, 305 kg;
- 1973, 3. Platz, EM in Madrid, Ls, mit 332,5 kg, hinter Iwantschenko, 352,5 kg und R. Rusew, Bulgarien, 335 kg;
- 1973, 2. Platz, WM in Havanna, Ls, mit 347,5 kg, hinter Iwantschenko, 350 kg und vor Sochanski, Polen, 332,5 kg;
- 1975, 2. Platz, Baltic Cup in Sopot, Ls, mit 325 kg, hinter Jerzy Kaczkowski, Polen, 327,5 kg und vor Leif Jensen, 310 kg

## Medaillen Einzeldisziplinen
(werden seit 1969 vergeben)
- WM-Goldmedaille: 1973, Stoßen, Ls,
- WM-Bronzemedaille: 1973, Reißen, Ls,
- EM-Bronzemedaille: 1972, Reißen, Mi

## DDR-Meisterschaften
- 1968: 3. Platz, Mi, mit 382,5 kg, hinter Werner Dittrich, Zittau, 415 kg und Scholz, Leipzig, 405 kg;
- 1969: 2. Platz, Mi, hinter Werner Dittrich,
- 1970: 1. Platz, Mi, mit 422,5 kg, vor Dörner, Chemnitz, 420 kg und Scholz, 410 kg;
- 1971: 2. Platz, hinter Peter Wenzel, Dresden;
- 1972: 1. Platz, Ls, mit 477,5 kg, vor Radtke, Chemnitz, 477,5 kg;
- 1973: 1. Platz, Ls, mit 332,5 kg, vor Wende, Eibau, 297,5 kg;
- 1974: 1. Platz, Ls